# Александровка (Сармановский район)
Алекса́ндровка — село в Сармановском районе  Республики Татарстан Российской Федерации. Является административным центром Александровского сельского поселения.

## География
Село находится на реке Карамалинка, в 24 километрах к юго-востоку от села Сарманово. 

## Население
| 1859              | 1870 | 1920 | 1926 | 1938 | 1949 | 1958 | 1970 | 1979 | 1989 | 2000 | 2010 |
| ----------------- | ---- | ---- | ---- | ---- | ---- | ---- | ---- | ---- | ---- | ---- | ---- |
| 246 душ муж. пола | 539  | 1211 | 1060 | 994  | 785  | 778  | 667  | 592  | 605  | 625  | 502  |

## Экономика
Полеводство, молочное скотоводство, пчеловодство. 

## Социальная инфраструктура
Средняя школа, дом культуры, библиотека.